# Antipatros från Tarsos
Antipatros (grekiska: Ἀντίπατρος,latin: Antipater; död 130/129 f.Kr) från Tarsos war en stoisk filosof. Han var elev till Diogenes från Seleukia och efterträdde denne som skolark (föreståndare) för den stoiska skolan i Aten - och han efterträddes i sin tur av sin elev Panaitios. Han skrev avhandlingar om gudarna och spådomskonst. I etiken intog han en högre moralisk ståndpunkt än sin lärare Diogenes.

## Levnad
Mycket lite är känt om hans liv bortsett från att han var elev till Diogenes från Seleukia, efterträdde denne som skolark för den stoiska skolan i Aten och var Panaitios lärare. De få kvarvarande redogörelserna för hans filosofiska uppfattning ger ingen grund för någon större berömmelse, om det inte varit för de efterkommandes vittnesbörd om hans förtjänster. Plutarchos omnämner honom (tillsammans med Zenon, Kleanthes och Krysippos) som en av de främsta stoiska filosoferna och Cicero beskriver honom som påtagligt skarpsint. Han verkar att under sin levnad ha tagit initiativet i de tvister som ideligen uppstod mellan hans egen skola och Platons akademi, fast han sägs ha känt sig så underlägsen i argumentation järfört med sin samtida Karneades att han höll sig till att skriva, varför han kallades καλαμοβόας ("kalamoboas", ungefär "penn-skrik").

## Filosofi
Antipatros lärde ut att Gud var "välsignad, oförstörd och välvillig mot människorna" och klandrade dem som tillskrev gudarna "skapande och nedbrytande", vilket sägs ha varit Krysippos doktrin. Bortsett från denna avhandling om gudarna skrev han också två böcker om spådomskonst, ett vanligt ämne för stoikerna, i vilka han bevisade spådomarnas sanning utifrån Guds förkännedom och välvilja, förklarade drömmar som övernaturliga antydningar om framtiden och samlade historier om spådomar som tillskrivits Sokrates. Han sägs ha trott att Ödet var en gud, fast det är inte klart vad som avsågs i detta uttryck, och det framgår av Athenaios att han skrev an avhandling benämnd Om Vidskepelse (grekiska: Περὶ Δεισιδαιμονίας).
Av hans arbeten i moralfilosofi återstår ingenting förutom några få spridda uttalanden om detaljer, som har mera att göra med tillämpningen av moraliska föreskrifter än med principerna själva. Han intog en högre moralisk ståndpunkt än sin läromästare Diogenes vid deras lösning:
 Om en vis man omedvetet skulle ta emot falska pengar, skulle han då erbjuda dem som äkta vid betalandet av en skuld efter att han upptäckt sitt misstag? Diogenes svarar "Ja", Antipatros "Nej", och jag håller med honom. Om en man medvetet säljer vin som är förstört, borde han berätta detta för kunderna? Diogenes tycker inte att det behövs, medan Antipatros anser att en ärlig man skulle göra så.